# Velká Chuchle
Velká Chuchle (německy Groß Kuchel) je městská čtvrť a katastrální území hlavního města Prahy o rozloze 460,3 ha rozkládající se na jihozápadě Prahy na levém břehu Vltavy, tvořící od 24. listopadu 1990 větší jižní část městské části Praha-Velká Chuchle. Je zde evidováno 41 ulic a 500 adres. Čtvrtí protéká menší přítok Vltavy, potok Vrutice.

## Památky

### Kulturní památky a stavby
- Barokní kostel sv. Jana Nepomuckého s věží nad Velkou Chuchlí.
- Pomník padlým na náměstí Chuchelských Bojovníků pochází z roku 1959 (na místě obelisku z první Československé republiky), památník nedaleko hřbitova a kostela Sv. Jana Nepomuckého byl vybudován po roce 1945. Na pomníku jsou uvedena jména padlých z květnového povstání českého lidu, kteří jsou tam i pochováni, s výjimkou dostihového trenéra Karla Šmejdy (dvojnásobný vítěz Československého derby 1927 a 1944, trenér jediné vítězky Velké pardubické Laty Brandejsové; jeho život v květnu 1945 ukončila kulka německého ostřelovače, když vyváděl koně z hořících stájí).
- Chuchelský hřbitov u kostela v Chuchelském háji – v rodinném hrobě je zde pohřben dostihový trenér Karel Šmejda a uprostřed hřbitova nedaleko hlavního kříže je pohřben i spisovatel a fotograf Norbert Frýd.
- Na náměstí je též klasicistní zvonička z 80. let 19. století.
- Nedaleko ve Starochuchelské ulici je dům (čp. 38) s obrazem Nanebevzetí Panny Marie nad vstupním portálem.
- Historicko-technická památka „Chuchelská vápenka“ zvaná Pacoldova vápenka stojí v údolí potoka Vrutice vpravo od silnice ze Slivence. Památka je nově oplocena a je v dobrém stavu. Obsahuje dvě dvojité šachtové pece, postavené po roce 1880 podle tehdy nového patentu profesora České techniky v Praze Jiřího Pacolda, umožňující kvalitní zpracování i běžného netříděného vápence, který byl lámán v protějším vápencovém lomu pod Homolkou (připomíná to poslední zastavení naučné stezky proti vápence, před Velkou Chuchlí, přímo na hraně úpatí lomu). Lom byl v provozu ještě v období celé První československé republiky, stejně jako tato vápenka.
- Pozdně barokní statky čp. 1 a čp. 4 na Náměstí chuchelských bojovníků.
- V zadním traktu pětipodlažních obytných domů čp. 182 a 192 vzniklo v době první Československé republiky kino, které bylo v provozu až do roku 1977
- Památník "U křížku" z roku 1868 na cestě spojující Velkou a Malou Chuchli pod kostelem sv. Jana Nepomuckého podél trati s kaštanovou alejí, která zanikla při rozšiřování trati v padesátých letech dvacátého století

### Přírodní památky
- Hned naproti historické vápence se čtyřmi „komíny“, se přes silnici nalézá přírodní rezervace Homolka podle tvaru špičky blízkého kopce. Pod kopcem Homolka s výrazným kuželovým vrcholem je na straně Velké Chuchle ve zbytcích starého lomu naleziště trilobitů.
- Chuchelský háj – přírodní památka
- Lípa svobody – významný strom. Roste u Základní školy Charlotty Masarykové, zasazena roku 1928 na památku 10. výročí vzniku Československa.

## Sokol, školství a tělovýchova
Sokol byl ve Velké Chuchli založen v roce 1907, pořádá dodnes cvičení a akce pro všechny věkové kategorie a jeho budova (sokolovna) stojí ve Starochuchelské ulici, stejně jako Základní škola Charlotty Masarykové v moderní budově z roku 1933. V roce 2012 byla otevřena na západní straně školy přístavba nové školní budovy propojené chodbou s hlavní budovou. V aule této chodby se nalézá bronzová busta Charlotty Garrigue Masarykové, odhalená za přítomnosti starosty Martina Melichara, primátora hl. m. Prahy Tomáše Hudečka a pravnučky prezidenta Masaryka Charlotty Kotíkové ve čtvrtek 6. března 2014. Slavnosti se zúčastnili také představitelé Masarykova demokratického hnutí, obce, vedení a pedagogové školy, sokolové s vlajkami, školní orchestr a zástupci Muzea T. G. Masaryka v Lánech i autorka plastiky akademická sochařka Věra Růžičková-Bejrová.
Vedle školy roste památný strom (lípa velkolistá), který byl vysazen 28. října 1928 k desátému výročí vzniku Československé republiky. Je zachován včetně původní pamětní desky uvnitř areálu školy poblíž Náměstí Omladiny. Na hlavní školní budově z první republiky je vlevo od hlavního vchodu několik pamětních desek. Nejvyšší hlásá: „Našim padlým – Vaší smrtí – naše svoboda“ a je věnována 16 padlým chuchelským legionářům a uvádí nejen jejich jména, ale i místa a data narození a úmrtí. Pod těmito dvěma deskami se nalézají další menší desky sdělující, že v tomto místě byla zasazena pietní schránka „Prsť z bojišť Zborov, Doss Alto, Terron, uložena 14. srpna 1938 k oslavám 20. výročí ČSR“ a že se jedná o období let první světové války 1914–1918.

V roce 2023 se žáci školy účastnili celostátní literární soutěže "Masaryk do škol", kterou pořádá Masarykovo demokratické hnutí, v níž byla úspěšná skupina pana učitele Mgr. Tomáše Hromádky, která při slavnostním vyhodnocení obdržela v zasedací síni Magistrátu Hl. m. Prahy na Mariánském náměstí 2 ve čtvrtek 23. listopadu 2023 řadu ocenění jejich žákovských literárních prací (2. a 4. cena a dvě poděkování).
Nad školou Charlotty Masarykové se v protějším svahu nachází v ulici K Vápence (č. 23) cvičiště a tělocvična obnovené prvorepublikové Dělnické tělocvičné jednoty Velká Chuchle, pěstující mezi mládeží zejména atletiku využívaná i místním Čechoslovanem pro tréninky mladých fotbalistů.
Nedaleko se nachází nová vícepodlažní kruhová budova mateřské školy s osobním výtahem (Na Cihelně čp. 456). Školka má vlastní dětské hřiště a provozuje též sousední poměrně rozsáhlé pěkné veřejné dětské hřiště.
U Vltavy má své hřiště Sportovní klub Čechoslovan Velká Chuchle, velmi aktivní i s mládeží. V nové budově na travnatém hřišti (Velká Chuchle čp. 418) byly zbudovány nové šatny (staré z padesátých let byly ve vyřazeném trolejbusu, který zde měl kdysi „konečnou“) i restaurační zařízení. Klub byl založen za první republiky v době osmého Všesokolského sletu na symbolické datum 26. června 1926. V městské části dále působí Taneční studio Fantazy DC, místní organizace Českého zahrádkářského svazu a Českého rybářského svazu. V Klubovém domě je pobočka Městské knihovny v Praze, hojně navštěvovaná i rodiči s dětmi.
V Chuchelském háji mezi Malou a Velkou Chuchlí se nalézá nejen kostel sv. Jana Nepomuckého a místní hřbitovy, ale rovněž celá řada dětských hřišť a sportovišť a také Zookoutek Malá Chuchle s volným vstupem a bufetem, s celou řadou zajímavých zvířat (rys, mýval, krkavec, sovy apod.) i jelení a dančí zvěře.
V centru obce se nachází pobočka městské knihovny.

## Dostihové závodiště
Dostihy se v Chuchli běhají od 28. září 1906. V době první republiky rád navštěvoval dostihové závodiště i prezident T. G. Masaryk, který založil oblíbený dostih k výročí republiky „Cenu prezidenta republiky“. Ve slunečnou neděli 22. května 1921 se zde běželo první Československé derby. Významnou událostí bylo jedenácté Čs. derby 1931, které oficiálně navštívil prezident republiky Tomáš Garrigue Masaryk, u příležitosti 10. výročí tohoto významného dostihu. Sledoval celý dostihový program. V hlavním dostihu přihlížel vítězství hřebce Oskara s jezdcem Jiřím Eschem (Stáj Chrudim, trenér Antonín Neumann). Prezidentův příjezd, výstup na původní tribunu i jednání s představiteli čs. dostihového sportu zachycují i dochované filmové záběry z tohoto krásného červnového nedělního odpoledne.
Závodiště ve Velké Chuchli bylo v roce 2002 (od 11. srpna) při povodni zcela zaplaveno a voda dosahovala v Dostihové ulici až po křižovatku se železniční tratí. Vlaková doprava však zde nebyla přerušena, pouze omezena. Domy v Dostihové ulici, podél potoka Vrutice, měly zaplavené přízemí, zcela zaplaveno bylo zdravotní středisko.
Opětovně bylo závodiště zcela zatopeno v neděli 2. června 2013 a po zvýšení odtoku z Orlíka o dva dny později došlo ke zvýšení hladiny téměř o 2 m. Vlaky stanicí Velká Chuchle pouze projížděly, veřejná doprava autobusy byla celý týden přerušena. Obec byla přístupná pouze přes Slivenec. Většina domů v Dostihové ulici, nechráněných protipovodňovou stěnou, měla v roce 2013 pouze zaplavené zahrady, avšak vypnutý plyn a elektřinu a ulice byla policejně uzavřena. Domy protipovodňovou stěnou chráněné, měly zatopené sklepy spodní vodou.
V roce 1911 (13. května) přistál se svým letounem na Chuchelském závodišti inženýr Jan Kašpar, při svém dálkovém letu Pardubice – Praha (Velká Chuchle). Vzdálenost 121 km překonal za 92 minut ve výšce okolo 800 m. Letadlo Blériot XI, kterým tento let uskutečnil, daroval Jan Kašpar v roce 1913 tehdejšímu Technickému muzeu Království českého, kde (dnes Národní technické muzeum v Praze) je vystaveno dodnes. Tento Kašparův dálkový let, uskutečněný prakticky bez navigačních přístrojů, je považován všeobecně za symbolický začátek českého letectví.
Dalším jeho slavným letem se stal první dálkový přelet s cestujícím v Českých zemích na trase Mělník – Velká Chuchle s přistáním opět na dostihovém závodišti, kterou zdolal za 41 minut a 55 sekund. Jeho pasažérem byl redaktor listu Národní politika Jaroslav Kalva.
Dne 5. listopadu 2011 přistál na Chuchelském dostihovém závodišti pilot Petr Mára, který zopakoval slavný dálkový let inženýra Jana Kašpara po sto letech z Pardubic do Prahy s přistáním na Závodišti ve Velké Chuchli, na nově postavené replice letounu Bleriot XI. Uletěl při tom 128 km, neboť se mírně odchýlil z Kašparovy trasy jižním směrem. Jeho předchozí dva pokusy od 13. května 2011 se nepodařily, nejen pro zhoršené počasí, ale i pro slabší motor repliky letadla, který musel být pro třetí pokus vyměněn za silnější. I tak se pilot musel v Pardubicích vracet, aby upustil přebytečné zásoby paliva. Replika Blériotu XI. byla příliš těžká, než aby mohla dosáhnout předepsané výšky. Přistání v Chuchli zaznamenala Česká televize, včetně rozhovoru s pilotem bezprostředně po dosednutí, přímo na Chuchelském závodišti. Inverzní počasí nebylo pro tento den a let ideální, televizní záběr i rozhovor s pilotem však potvrdil, že let i přistání s původní navigací a vybavením letounu byly bez problémů. Konstruktérem letounu, s nímž Petr Mára v Chuchli bezpečně přistál byl Václav Vondrášek. Oba patří mezi „aviatiky“, konstruktéry a výrobce ultralehkých letadel. Zkušební pilot Mára (nar. 1952) provedl pamětní přelet z Pardubic do Chuchle již v roce 1991 v rámci tehdejší 1. aviatické poutě „Masaryk Cross Country“ se svým historickým ultralightem „Demoiselle“, což byla replika francouzské konstrukce letounu z roku 1909 a pilotovo první historické letadlo vlastní výroby.
Historické události od doby vzniku závodiště v roce 1906 až do doby poslední velké povodně 2013 zachycuje upravená stěna, zeď vstupu do areálu na někdejší otočce autobusu 172 (nyní stanici autobusu 244 s blízkou zastávkou vlaků Praha-Velká Chuchle, v roce 2021 přiblíženou křižovatce s Dostihovou ulicí), včetně velkých portrétů profesora Tomáše Garrigua Masaryka (v upomínku na oficiální návštěvu čs. derby prezidentem v roce 1931), inženýra Jana Kašpara a symbolického pomníčku dostihového trenéra Karla Šmejdy (nar. 3.11.1880 ve Vídni, zastřeleného 7.5.1945 na závodišti ve Velké Chuchli).
V slunečnou neděli 6. září 2020 se na závodišti konalo již sté „Československé“ (české) derby. Nechybělo parádní defilé prezidenta Masaryka, představovaného dostihovým jezdcem a doprovázeného čtyřmi jízdními legionáři i přehlídka dostihového oblečení první republiky. V hlavním závodě tříletých koní zvítězil slovenský hřebec Opasan s jezdcem žokejem Radkem Koplíkem a tak nad závodištěm v tento slavnostní den zazněla slovenská hymna.

## Další fotografie

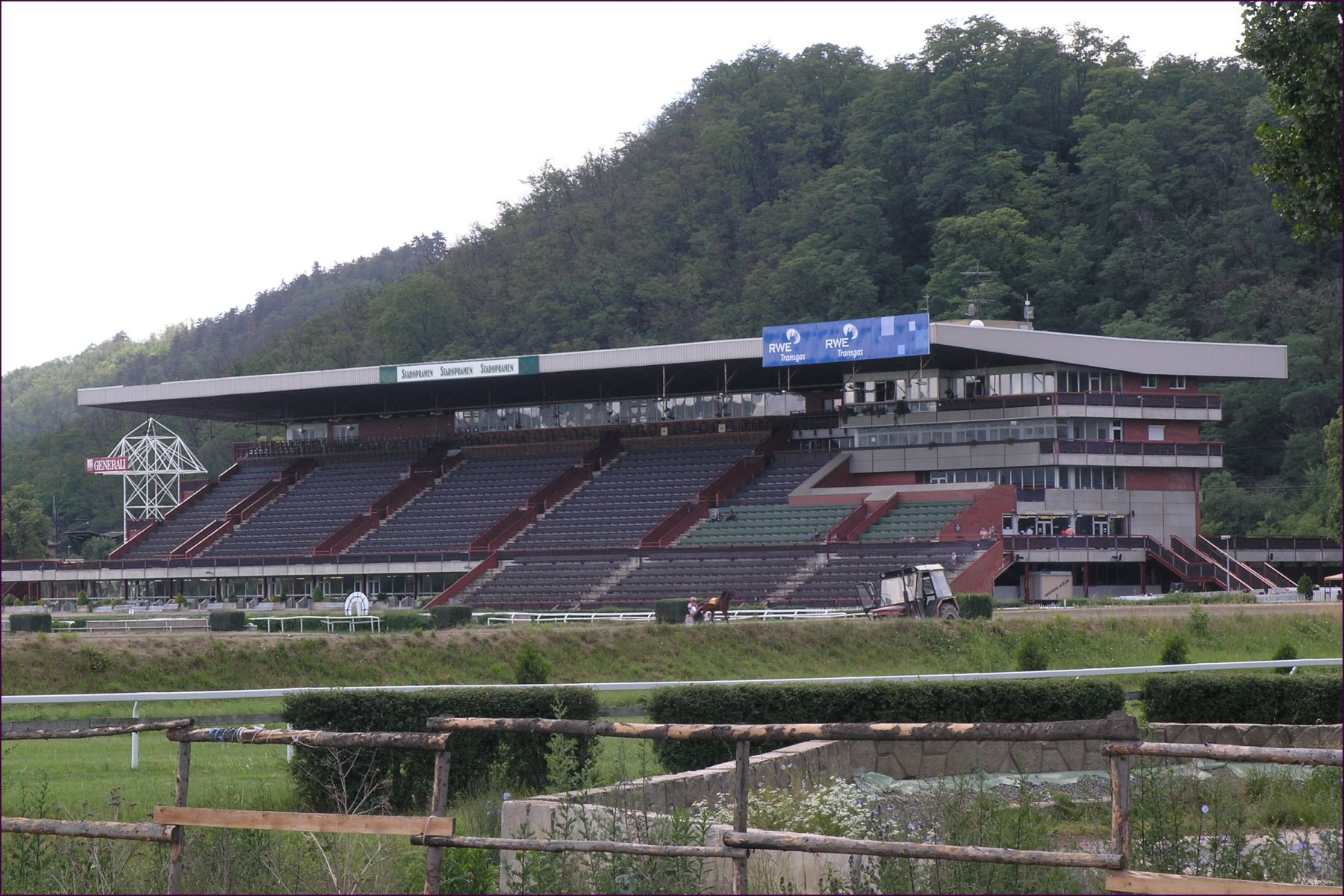
Symbolem Velké Chuchle je dostihové závodiště
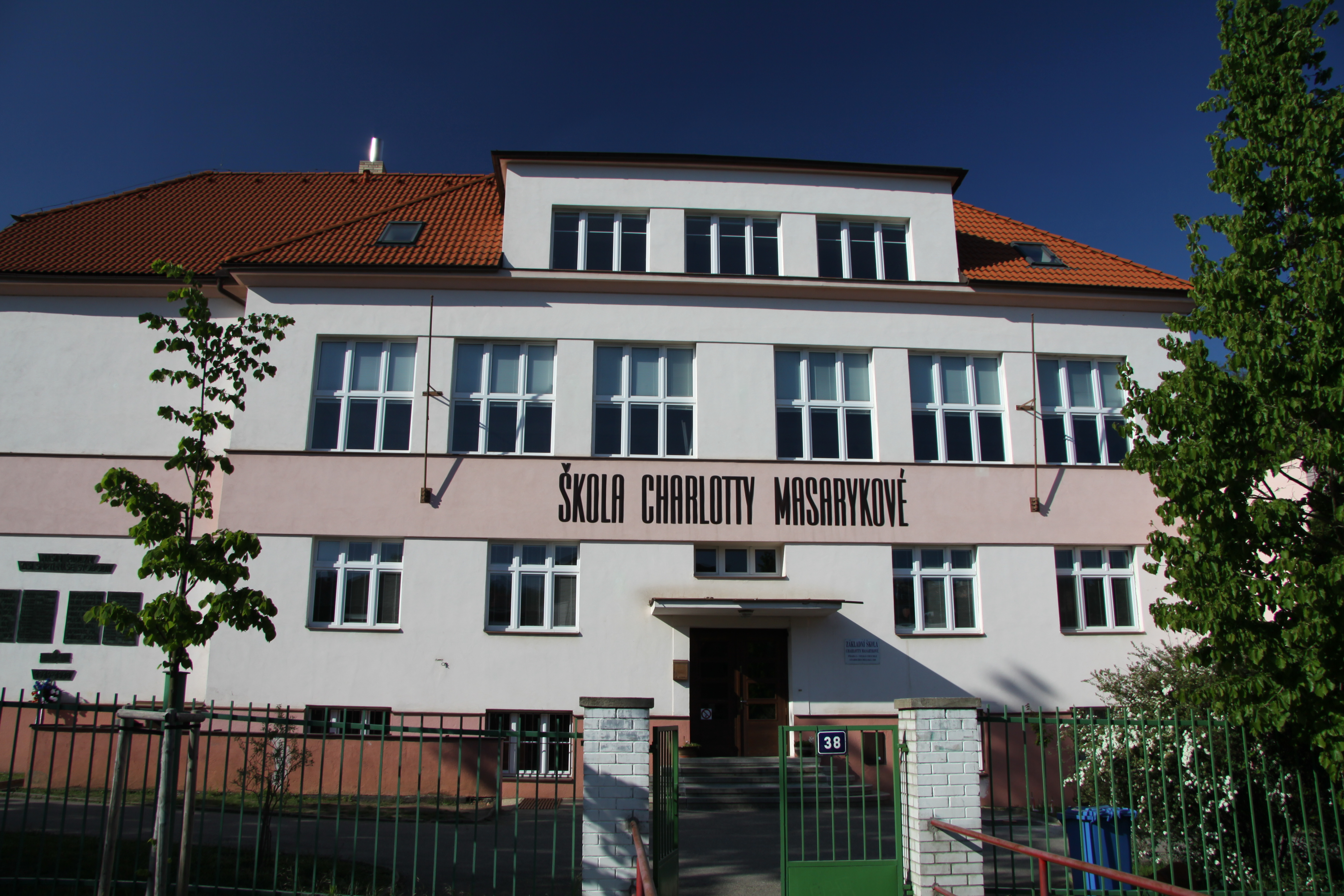
Škola Charlotty Masarykové
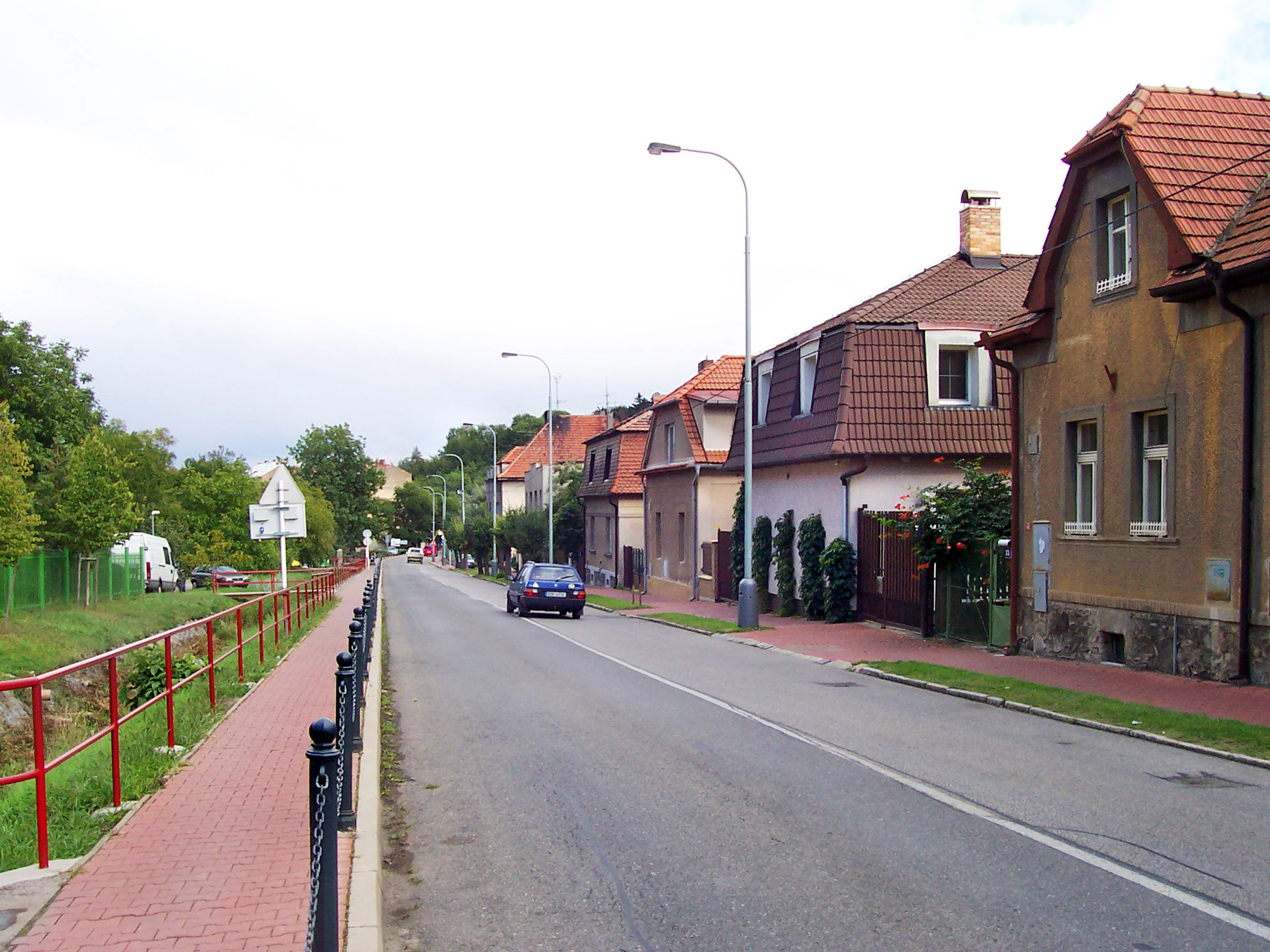
Starochuchelská ulice, část s nábřežím podél Vrutice